# Keith Michell
Keith Michell (Adelaida, Australia, 1 de diciembre de 1926 -Hampstead, Reino Unido, 20 de noviembre de 2015) fue un conocido actor australiano, en especial por sus actuaciones en televisión y cine como el rey Enrique VIII de Inglaterra.

## Primeros años
Nació en Adelaida (Australia) y creció en Warnertown, cerca de Port Pirie. El teatro de Port Pirie recibió su nombre en su honor.

## Carrera
Michell enseñó arte hasta que debutó en obras teatrales en Adelaida en 1947 y luego actuó en Londres en 1951. Ha protagonizado varios musicales, incluyendo la producción de El hombre de La Mancha, en donde dio vida tanto a Miguel de Cervantes como a su inmortal creación, Don Quijote de La Mancha. En 1964, dio vida a Robert Browning, el protagonista del musical Robert And Elizabeth, junto a June Bronhill.
Michell actuó con el Teatro Shakespeare Memorial, y también apareció en varias películas y televisión, destacando en sus interpretaciones del rey Enrique VIII, en The Six Wives of Henry VIII en 1970, y de Heathcliff, en Cumbres Borrascosas. En la televisión estadounidense, Michell ha aparecido en Murder, She Wrote, interpretando a Dennis Stanton. También apareció en la televisión australiana interpretando a James Cook en la miniserie Capitán Cook (1987).

## Vida personal
Estuvo casado con la actriz Jeanette Sterke y tuvo un hijo, Paul, y una hija, Helena.